# バーレーンの世界遺産
バーレーンの世界遺産（バーレーンのせかいいさん）はユネスコの世界遺産に登録されているバーレーン国内の文化・自然遺産の一覧。

## 文化遺産
- バーレーン要塞 - ディルムンの古代の港と首都  - （2005年）
- 真珠採り、島の経済を物語るもの - （2012年）
- ディルムンの墳墓群 -（2019年）

## 自然遺産
なし

## 複合遺産
なし